# Elezioni generali in Spagna del 1967
Le elezioni politiche in Spagna del 1967 si tennero a seguito della scadenza del mandato triennale della VIII legislatura delle Cortes Españolas.

## Legge elettorale
Questa fu la prima elezione tenuta dalla fine della guerra civile a seguito dell'introduzione della settima legge fondamentale del franchismo, la legge organica dello Stato, approvata con una maggioranza schiacciante di "Sì" con il referendum del 14 dicembre 1966. Questa legge mirava a ridurre leggermente il potere del caudillo Francisco Franco, nonché a stipulare una normativa per l'attuazione dell'elezione del tercio familiar, l'unica quota delle Cortes eletta a suffragio diretto.
In particolare, la IX Corte Española si componeva in questa maniera:
1. Due rappresentanti per provincia metropolitana. Uno di questi era eletto dai municipi, l'altro dalle assemblee provinciali. (100 in totate)
2. Un rappresentante per ciascuna delle sette città più popolose all'epoca (Barcellona, Madrid, Malaga, Siviglia, Valencia, Bilbao e Saragozza)
3. Otto rappresentanti per i territori d'oltremare, di cui due per i territori di sovranità.
4. 150 rappresentanti del "Sindicato Vertical"
5. 29 rappresentanti eletti tra le associazioni culturali e camere di commercio
6. 55 rappresentanti della Falange, eletti dai municipi
7. Due rappresentanti per ciascuna provincia e territorio d'oltremare che rappresentavano il tercio familiar. Tali erano eletti solo dai capi famiglia, donne sposate e/o vedove. Sia Ceuta che Melilla eleggevano un solo deputato del tercio familiar. (108 rappresentanti in totale)
8. 46 rappresentanti della Falange nominati dal capo del governo.
9. Un seggio riservato al Segretario Generale del Movimiento Nacional.
10. Membri ex-officio, quali i membri del governo, presidenti di organi dello Stato e rettori universitari (30 in totale).

In totale i procuratori delle Cortes erano 564.

## Svolgimento
La campagna elettorale per l'elezione del tercio familiar, limitata alle ultime due settimane prima della data del voto fissata per il 10 ottobre 1967,  si svolse in maniera pacata. I candidati durante il periodo elettorale non potevano ricevere alcun finanziamento per la loro campagna. Tutti i candidati, sia quelli nominati indirettamente che quelli eletti, dovevano giurare fedeltà al Movimento nazionale. 

## Risultati
La Falange Española Tradicionalista y de las Juntas de Ofensiva Nacional Sindicalista, essendo l'unico partito legale, vinse tutti i seggi del tercio familiar.
| Liste             | Seggi |
| ----------------- | ----- |
| FET y de las JONS | 564   |